# 斯洛夫亞廷
49°18′32″N 24°52′9″E / 49.30889°N 24.86917°E
斯洛夫亞廷（羅馬化：Sloviatyn）是位於烏克蘭西部的村莊，由特諾皮爾州特諾皮爾區的薩蘭丘基市鎮負責管轄。該村處於比別利卡河畔，始建於1441年，面積0.38平方公里，海拔高度374米，2014年人口764。